# Flot d'Anosov
En systèmes dynamiques et en géométrie différentielle, un flot Anosov est un flot différentiable, analogue en dynamique continue des difféomorphismes hyperboliques et qui, comme ces derniers, présente des résultats de stabilité structurelle et de régularité remarquables. Cette classe de flot a reçu le nom de Dmitri Anosov, qui est le premier à les avoir étudiés de façon systématique, en leur donnant d'ailleurs le nom de U-systèmes.
Sur une variété différentielle compacte N, un groupe à un paramètre de difféomorphismes {\displaystyle \Phi _{t}} s'obtient par intégration d'un champ de vecteurs {\displaystyle R} :
{\displaystyle {\frac {d}{dt}}\Phi _{t}(x)=R\left[\Phi _{t}(x)\right].}
On dit que le champ de vecteur {\displaystyle R}, ou, de façon équivalente, le flot associé à {\displaystyle R}, est d'Anosov si on a une décomposition du fibré tangent de N en la somme de Whitney
{\displaystyle TN=E^{s}\oplus R\mathbb {R} \oplus E^{u}}
et si de plus il existe des constantes globales (l'important étant qu'elles ne dépendent pas du point) sur la variété {\displaystyle C>0,0<\lambda <1} telles que pour tout {\displaystyle x} dans N :
{\displaystyle \forall v_{s}\in E_{x}^{s},\|d\Phi _{t}(v_{s})\|\leq C.\lambda ^{t}\|v_{s}\|}
{\displaystyle \forall v_{u}\in E_{x}^{u},\|d\Phi _{-t}(v_{u})\|\leq C.\lambda ^{t}\|v_{u}\|}
A priori, on ne demande pas dans la définition que la somme ait la moindre régularité. Cela dit, des résultats fondamentaux d'hyperbolicité montrent que ces distributions sont continues, voir hyperbolicité

## Exemples
On ne va pas citer ici tout le bestiaire de ces flots assez largement étudiés. Notons tout de même qu'il en existe deux types classiques.
Le flot géodésique sur une variété compacte à courbure sectionnelle strictement négative est un flot d'Anosov. D'ailleurs, c'est en travaillant sur ces flots qu'Anosov a proposé cette définition abstraite. C'est une question largement étudiée de savoir quels sont les flots géodésiques qui sont de type Anosov. Voir par exemple des travaux de Eberlein… sur les variétés de rang 1.
Les flots qui sont, en un certain sens, les plus éloignés possible des flots géodésiques dans la catégorie des flots d'Anosov, sont les suspensions de difféomorphismes d'Anosov. L'exemple canonique en la matière étant de considérer un automorphisme linéaire du tore {\displaystyle \mathbb {T} ^{2}} ayant deux valeurs propres réelles non nulles différentes de 1, puis la suspension de son action, ce qui donne un flot sur le tore {\displaystyle \mathbb {T} ^{3}}. À ce sujet, on peut consulter des articles de Plante,, en particulier pour savoir quand un flot d'anosov est une suspension.
Par ailleurs, il est utile de remarquer qu'il existe un certain nombre d'exemples « pathologiques » qui montrent que l'intuition que l'on peut dégager des deux classes d'exemples ci-dessus, qui recèlent certaines symétries, peut s'avérer trompeuse. Voir par exemple l'article de Franks-Williams, Anomalous Anosov flows.

## Hyperbolicité
Les flots d'Anosov sont un cas particulier d'action d'Anosov de groupe de Lie, voir Système d'Anosov, où le groupe qui agit est ℝ.
On peut aussi les considérer comme un cas particulier de dynamique hyperbolique, où toute la variété ambiante est un ensemble hyperbolique. Dans ce contexte, par analogie avec des systèmes dynamiques plus généraux, on peut appeler le fibré en droite {\displaystyle R\mathbb {R} } la direction centrale, et le noter {\displaystyle E^{c}} ou {\displaystyle E^{0}}.
Par ailleurs, ce sont des résultats généraux de dynamique hyperbolique qui permettent d'affirmer que les fibrés vectoriels introduits sont continus. On sait aussi qu'ils sont intégrables, et que l'on dispose donc de variétés stables, instables et stables fortes, instables fortes.

## Stabilité structurelle
Les flots d'Anosov sont structurellement stables (en).